# سلوبودان سافيتش
سلوبودان سافيتش (بالصربية: Слободан Савић)‏ هو ناقد أدبي وصحفي وكاتب صربي، ولد في 10 يناير 1964 في بوزرفاك (صربيا) في صربيا.

## معرض صور

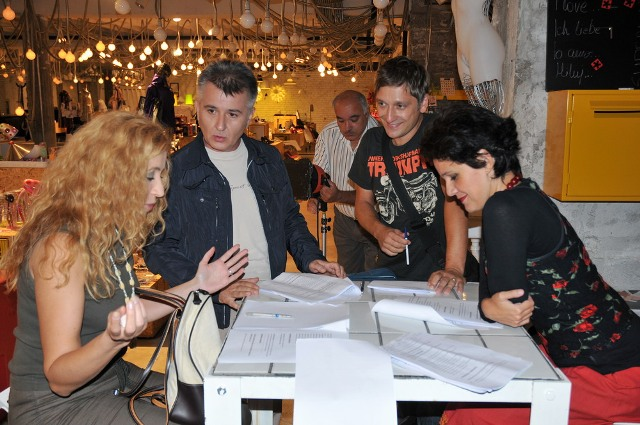
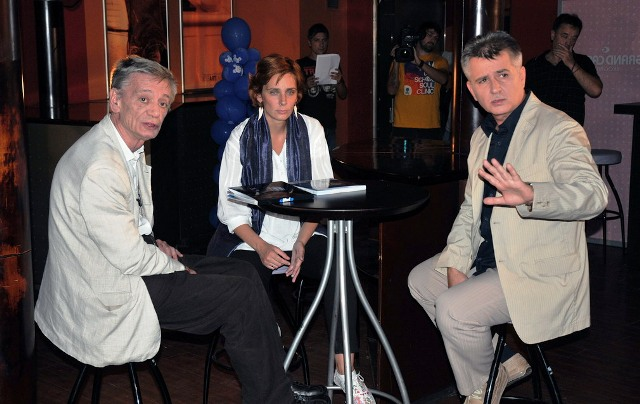
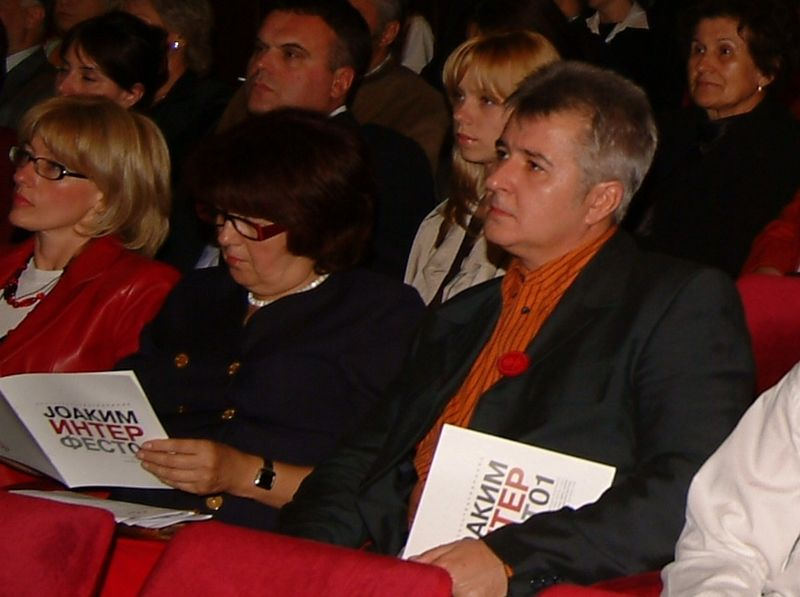
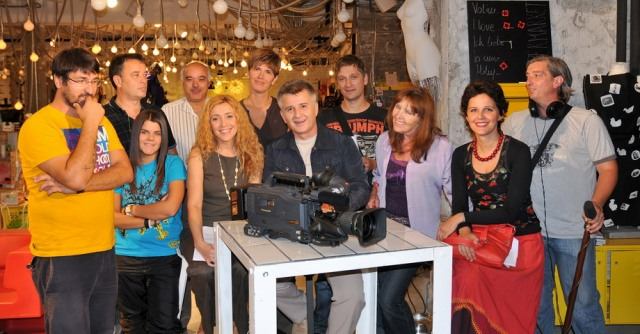